# Luv Resval
Luv Resval (* 6. Januar 1998 in Cambrai; † 21. Oktober 2022 in Mennecy; bürgerlich Léo Mouctar Clément Lesage) war ein französischer Rapper.

## Leben
Luv Resval wurde 1998 in Cambrai als ältester von vier Brüdern geboren. Seine Eltern stammen ursprünglich aus Guinea.
Sein Bruder Thomas Lesage ist ebenfalls Rapper unter dem Pseudonym Savage Toddy.
Mit seinem 2021 veröffentlichten Debütalbum Étoile noire schaffte er es bis auf Platz zwei der französischen Charts.
2023 konnte er post mortem mit dem Nummer-eins-Album Mustafar diesen Erfolg noch einmal übertreffen.
Er starb am 21. Oktober 2022 im Alter von 24 Jahren an den Folgen eines Asthma-Anfalls. Er litt bereits seit seiner Kindheit unter dieser Krankheit.

## Diskografie

### Alben
| Jahr | Titel                                       | Höchstplatzierung, Gesamtwochen, AuszeichnungChartplatzierungen (Jahr, Titel, Platzierungen, Wochen, Auszeichnungen, Anmerkungen) | Höchstplatzierung, Gesamtwochen, AuszeichnungChartplatzierungen (Jahr, Titel, Platzierungen, Wochen, Auszeichnungen, Anmerkungen) | Höchstplatzierung, Gesamtwochen, AuszeichnungChartplatzierungen (Jahr, Titel, Platzierungen, Wochen, Auszeichnungen, Anmerkungen) | Anmerkungen                         | [↑]: gemeinsam behandelt mit vorhergehendem Eintrag; [←]: in beiden Charts platziert |
| Jahr | Titel                                       | FR | BEW | CH | Anmerkungen                         |                                                                                      |
| ---- | ------------------------------------------- | --- | --- | --- | ----------------------------------- | ------------------------------------------------------------------------------------ |
| 2021 | Étoile noire                                | FR2 Platin · (153 Wo.)FR | BEW6 (85 Wo.)BEW | CH13 (2 Wo.)CH | Erstveröffentlichung: 4. Juni 2021  |                                                                                      |
| 2022 | Étoile noire 2.0: ZLM[FR: ↑][BEW: ↑][CH: ↑] | FR2 Platin · (153 Wo.)FR | BEW6 (85 Wo.)BEW | CH13 (2 Wo.)CH | Erstveröffentlichung: 25. März 2022 |                                                                                      |
| 2023 | Mustafar                                    | FR1 Gold · (27 Wo.)FR | BEW1 (16 Wo.)BEW | CH12 (1 Wo.)CH | Erstveröffentlichung: 19. Mai 2023  |                                                                                      |

### Singles
| Jahr | Titel Album                                        | Höchstplatzierung, Gesamtwochen, AuszeichnungChartplatzierungen (Jahr, Titel, Album, Platzierungen, Wochen, Auszeichnungen, Anmerkungen) | Höchstplatzierung, Gesamtwochen, AuszeichnungChartplatzierungen (Jahr, Titel, Album, Platzierungen, Wochen, Auszeichnungen, Anmerkungen) | Höchstplatzierung, Gesamtwochen, AuszeichnungChartplatzierungen (Jahr, Titel, Album, Platzierungen, Wochen, Auszeichnungen, Anmerkungen) | Anmerkungen                            |
| Jahr | Titel Album                                        | FR | BEW | CH | Anmerkungen                            |
| --- | -------------------------------------------------- | --- | --- | --- | -------------------------------------- |
| 2021 | Tout s’en va Étoile noire                          | FR40 Platin · (4 Wo.)FR | — | — | Erstveröffentlichung: 11. Februar 2021 |
| 2021 | MPC, Part II (La rivière) Étoile noire             | FR145 Gold · (3 Wo.)FR | — | — | Erstveröffentlichung: 7. Mai 2021      |
| 2023 | Aznvr (une minute de musique) Mustafar             | FR24 (3 Wo.)FR | — | — | Erstveröffentlichung: 6. Januar 2023   |
| 2023 | Jeune vador Mustafar                               | FR118 (1 Wo.)FR | — | — | Erstveröffentlichung: 5. Mai 2023      |
| Folgende Lieder erschienen nicht als Single, wurden aber durch das Album zum Download und Streaming bereitgestellt und konnten somit eine Platzierung erlangen: |                                                    | | | |                                        |
| |                                                    | | | |                                        |
| 2021 | Célébration 2 En Passant Pécho B.O. • Étoile noire | FR151 (1 Wo.)FR | — | — | mit Kore & Alkpote                     |
| 2021 | Cette fille Étoile noire                           | FR96 Gold · (2 Wo.)FR | — | — |                                        |
| 2021 | Jamais revenue Étoile noire                        | FR146 (1 Wo.)FR | — | — | feat. Josman                           |
| 2021 | Les Borgia Étoile noire                            | FR155 (1 Wo.)FR | — | — |                                        |
| 2021 | Flûte de pan Étoile noire                          | FR157 (1 Wo.)FR | — | — |                                        |
| 2021 | Hadès Étoile noire                                 | FR192 Gold · (1 Wo.)FR | — | — | feat. Lujipeka                         |
| 2022 | Athena Étoile noire 2.0: ZLM                       | FR163 (1 Wo.)FR | — | — | feat. Dinos                            |
| 2023 | Hyrule Mustafar                                    | FR86 (1 Wo.)FR | — | — |                                        |
| 2023 | Céleste Mustafar                                   | FR92 (1 Wo.)FR | — | — |                                        |
| 2023 | Big Brother Mustafar                               | FR101 (1 Wo.)FR | — | — |                                        |
| 2023 | Beethoven Mustafar                                 | FR108 (1 Wo.)FR | — | — |                                        |
| 2023 | Un viano à Venise Mustafar                         | FR137 (1 Wo.)FR | — | — |                                        |
| 2023 | Ballade nocturne III Mustafar                      | FR143 (1 Wo.)FR | — | — |                                        |
| 2023 | France Gall Mustafar                               | FR192 (1 Wo.)FR | — | — |                                        |

Weitere Singles
- 2019: Célébration
- 2019: MPC

### Gastbeiträge
| Jahr | Titel Album               | Höchstplatzierung, Gesamtwochen, AuszeichnungChartplatzierungen (Jahr, Titel, Album, Platzierungen, Wochen, Auszeichnungen, Anmerkungen) | Höchstplatzierung, Gesamtwochen, AuszeichnungChartplatzierungen (Jahr, Titel, Album, Platzierungen, Wochen, Auszeichnungen, Anmerkungen) | Höchstplatzierung, Gesamtwochen, AuszeichnungChartplatzierungen (Jahr, Titel, Album, Platzierungen, Wochen, Auszeichnungen, Anmerkungen) | Anmerkungen                           |
| Jahr | Titel Album               | FR | BEW | CH | Anmerkungen                           |
| --- | ------------------------- | --- | --- | --- | ------------------------------------- |
| Folgende Lieder erschienen nicht als Single, wurden aber durch das Album zum Download und Streaming bereitgestellt und konnten somit eine Platzierung erlangen: |                           | | | |                                       |
| |                           | | | |                                       |
| 2020 | Sonic High & Fines Herbes | FR124 (1 Wo.)FR | — | — | Caballero & JeanJass feat. Luv Resval |